# 章縡
章縡（1054年—1119年），字伯成，建州浦城縣人。章楶長子。

## 生平
熙寧九年（1076年）丙辰科進士。
章縡歷任開封府推官、戶部員外郎、提點淮南東路刑獄、權知揚州兼提舉茶鹽事。
政和元年（1111年），章縡任提點成都府路刑獄。
宣和元年（1119年）三月，章縡病逝，年六十六。有文集三十卷，官至戶部郎中。